# Józef Kaźmierczak
Józef Idzi Kaźmierczak, ps. Crechy, Stefan, Uben (ur. 1 września 1884 w Poczesnej, zm. 21 kwietnia 1971 w Częstochowie) – polski polityk, poseł na Sejm II kadencji w II RP, do Krajowej Rady Narodowej i na Sejm Ustawodawczy, starosta powiatowy w Częstochowie.

## Życiorys
Syn Wojciecha, dróżnika kolejowego i Marianny. W 1898 ukończył szkołę ludową, a następnie w wieku 14 lat, podjął pracę w Hucie Częstochowa, uzupełniając jednocześnie wykształcenie w zakresie zawodowej szkoły technicznej. Od 1903 należał do Polskiej Partii Socjalistycznej oraz nielegalnego Związku Zawodowego Metalowców. W 1905 czynny w Organizacji Bojowej PPS, uczestniczył m.in. w przygotowaniach akcji na stacji Herby, przewodniczył Okręgowemu Komitetowi Robotniczemu w Częstochowie. Pod koniec 1906 został aresztowany i zesłany w trybie administracyjnym na Kaukaz, gdzie został wcielony do batalionu saperów. 
Po powrocie do kraju w 1912 został przewodniczącym OKR PPS w Częstochowie, którym kierował do 1939. W czasie I wojny światowej organizował działania strajkowe, był redaktorem nielegalnej prasy. W marcu 1918 zorganizował w swoim mieszkaniu drukarnię. Poszukiwany przez władze niemieckie zbiegł na Górny Śląsk. W listopadzie 1918 pełnił funkcje zastępcy sekretarza Rady Delegatów Robotniczych i był przewodniczącym Rady Robotniczej w Rakowie-Częstochowie. Pełnił funkcję komendanta Milicji Ludowej PPS w Częstochowie. Od 1918 przewodniczył Zarządowi Związku Robotników Przemysłu Metalowego.
Uczestniczył w wyborach do Sejmu Ustawodawczego w 1919 z listy PPS, w okręgu wyborczym nr 30 (Częstochowa), lecz nie uzyskał mandatu. Uczestniczył w wyborach parlamentarnych w 1922, gdzie został zastępcą posła na liście nr 2 (PPS) w okręgu wyborczym nr 2 (Warszawa). Przez wiele lat zasiadał w radzie miejskiej w Częstochowie, był też ławnikiem zarządu miejskiego.
Od 1921 do 1926 był wiceprzewodniczącym ZG Związku Zawodowego Robotników Przemysłu Metalowego, od 1924 był wiceprzewodniczącym oddziału w Rakowie. Od 1924 do 1926 był prezesem Powiatowej Kasy Chorych w Wierzbniku, inspektorem Powiatowej Kasy Chorych, a od 1928 prezesem Rady Kasy Chorych w Częstochowie. 
W 1921 został członkiem zarządu nowo powstałego Klubu Sportowo-Footbolowego „Racovia”, a później do 1924 był jego prezesem. 
W trakcie wyborów parlamentarnych w 1928 wybrany został do Sejmu RP, z listy nr 2 (PPS) w okręgu wyborczym nr 17 (Częstochowa). Kandydował również z listy państwowej. W Sejmie II kadencji z ramienia Związku Parlamentarnego Polskich Socjalistów zasiadał w komisji robót publicznych. 
Działał w Towarzystwie Uniwersytetów Robotniczych, organizował pomoc dla Republiki Hiszpańskiej. Pełnił także funkcję radnego miejskiego. 
13 stycznia 1940 został aresztowany przez Niemców i osadzony na Zawodziu. Następnie był więziony w Sachsenhausen (od 17 lipca 1940), otrzymując nr obozowy 27 736. Wskutek eksperymentów medycznych doprowadzono go do choroby i trwałego okaleczenia. W 1942 został zwolniony w stanie skrajnego wycieńczenia z obowiązkiem stałego meldowania się na Gestapo. 
Od 1944 podjął działalność w PPS-WRN. Po wyzwoleniu, w styczniu 1945 przyłączył się do „lubelskiej” PPS i został przewodniczącym Komitetu Miejskiego w Częstochowie. W maju 1945 dokooptowano go w skład Krajowej Rady Narodowej. W lipcu 1945 został mianowany starostą powiatowym w Częstochowie, od 1947 był posłem do Sejmu Ustawodawczego z listy PPS, wraz z którą w 1948 współtworzył Polską Zjednoczoną Partię Robotniczą. Od 1945 do 1953 działał w Robotniczym Towarzystwie Przyjaciół Dzieci, a następnie TPD (był przewodniczącym Zarządu w Częstochowie, członkiem Zarządu Okręgowego i Zarządu Głównego). Był członkiem ZBoWiD, przewodniczącym Związku Weteranów Rewolucji 1905. 
25 września 1951 na stacji kolejowej w Częstochowie uległ wypadkowi, podczas którego stracił nogę. Po wyjściu ze szpitala aż do emerytury pracował w domu. Dwukrotnie żonaty – z Eleonorą z domu Głowacką i z Genowefą z domu Gorzelak. Zmarł w kwietniu 1971.

## Odznaczenia
Odznaczony w 1937 Krzyżem Niepodległości, w 1967 Krzyżem Kawalerskim Orderu Odrodzenia Polski i w 1946 Srebrnym Krzyżem Zasługi.